# Потік Діви
Потік Діви (англ. Virgo Stellar Stream) — зоряний потік у сузір'ї Діви, виявлений 2005 року. Вважається, що це залишки карликової сфероїдальної галактики, що поглинається Чумацьким Шляхом.

## Характеристики об'єкту
Потік Діви був виявлений на основі фотометричних даних Слоанівського цифрового огляду неба.
Його видимі розміри (30 ° × 10 °) — найбільші серед усіх видимих із Землі галактик.
Потік охоплює більше 100 квадратних градусів; можливо, до тисячі квадратних градусів (приблизно 5 % видимої небесної півсфери або у 5000 разів більше площі повного Місяця). Попри близькість до Сонячної системи й великі видимі розміри, потік містить лише кількасот тисяч зір. Низька поверхнева яскравість галактики, можливо, перешкоджала її виявленню в раніших дослідженнях. За чисельністю зір потік не набагато перевершує зоряне скупчення, і був охарактеризований одним із членів команди[джерело?], що виявила його, як «досить жалюгідна галактика» у порівнянні з Чумацьким Шляхом. Багато зір цього скупчення були відомі протягом століть і їх вважали зорями Чумацького Шляху, хоча вони мають нижчу металічність порівняно із зоряним населенням в Чумацькому Шляху.